# Pycnacantha
Pycnacantha là một chi nhện trong họ Araneidae.